# Macário Magnes
Macário Magnes (em latim: Macarius Magnes; séc. IV e V) foi um bispo oriental, conhecido principalmente pela obra Apocriticus, uma apologia ao Cristianismo.

## História
Nada se sabe sobre sua vida, a menos que seja identificado com o Bispo de Magnésia, o acusador de Heráclides de Éfeso por Origenismo no Sínodo do Carvalho em 403. Foi o autor de uma obra apologética escrita em cinco livros conhecida como Apocriticus,  cujas acusações foram aprendidas por um inteligente e ágil neoplatonista (identificado como o neoplatonista Porfírio) levantou contra a fé cristã eram atacadas.
No século IX, o tratado foi usado pelos iconoclastas em defesa de suas doutrinas.

## Apocriticus
O interlocutor pagão do Apocriticus ou Um livro de respostas ou o unigênito único para os gregos deriva suas "absurdidades" de vários versos do Novo Testamento, discrepâncias entre os Evangelhos, a irrealidade das disciplinas, a indefensibilidade das doutrinas da encarnação e ressurreição. Jesus é desfavoravelmente contrastados com o mago neo-pitagórico Apolônio de Tiana.
O texto das obras de Macarius foi publicado pela primeira vez em 1876 quando foi descoberto e apesar de ser considerado que o autor respondia às Porfírio os argumentos recentes sugerem Hiérocles como a fonte, outra tese é que o Apocriticus contém uma variedade de fontes. 